# Dito Montiel
Pour les articles homonymes, voir Montiel (homonymie).
Dito Montiel est un musicien, scénariste et réalisateur de cinéma américain né le 26 juillet 1965 à New York. Il est connu pour sa collaboration avec l'acteur Channing Tatum.

## Récompenses
- 2006 : meilleur réalisateur (film dramatique) au festival du film de Sundance pour Il était une fois dans le Queens ;
- 2006 : prix de la semaine de la critique à la Mostra de Venise 2006 pour Il était une fois dans le Queens ;
- 2006 : prix Isvema à la Mostra de Venise 2006 pour Il était une fois dans le Queens.

## Filmographie

### Comme réalisateur
- 2006 : Il était une fois dans le Queens (A Guide to Recognizing Your Saints)
- 2009 : Fighting
- 2011 : Un flic pour cible (The Son of No One)
- 2013 : Empire State
- 2014 : Boulevard
- 2015 : Man Down
- 2017 : The Clapper
- 2024 : Riff Raff

### Comme scénariste
- 2011 : Un flic pour cible (The Son of No One)
- 2009 : Fighting
- 2006 : Il était une fois dans le Queens
- 2020 : Critical Thinking de John Leguizamo

### Comme acteur et compositeur
- 1994 : Bullet for Breakfast